# William Millton
William Millton (ur. 10 lutego 1858 w Christchurch, zm. 22 czerwca 1887 w Christchurch) – nowozelandzki rugbysta i krykiecista.
Millton grał w latach 1877/78-1886/87 w dwóch klubach krykietowych Main FC i  Miscellaneous. Zagrał jednak w sumie w zaledwie 12 meczach.
William Millton zagrał w 8 meczach reprezentacji (wszystkie w 1884 roku), w tym w pierwszym tournée po Australii, jednakże w żadnym testmeczu. Zawodnik ten wystąpił w debiucie reprezentacji Nowej Zelandii. We wszystkich meczach rozegranych w reprezentacji był kapitanem All Blacks.
W wieku 29 lat Millton umarł na dur brzuszny.